# Geoffrey Rees
Geoffrey Rees es un deportista australiano que compitió en remo. Ganó cuatro medallas en el Campeonato Mundial de Remo entre los años 1974 y 1978.

## Palmarés internacional
| Campeonato Mundial | Campeonato Mundial       | Campeonato Mundial | Campeonato Mundial        |
| Año                | Lugar                    | Medalla            | Prueba                    |
| ------------------ | ------------------------ | ------------------ | ------------------------- |
| 1974               | Lucerna (Suiza)          | Medalla de oro     | Cuatro sin timonel ligero |
| 1975               | Nottingham (Reino Unido) | Medalla de bronce  | Cuatro sin timonel ligero |
| 1977               | Ámsterdam (Países Bajos) | Medalla de plata   | Cuatro sin timonel ligero |
| 1978               | Copenhague (Dinamarca)   | Medalla de bronce  | Cuatro sin timonel ligero |